# Francesco Guicciardini

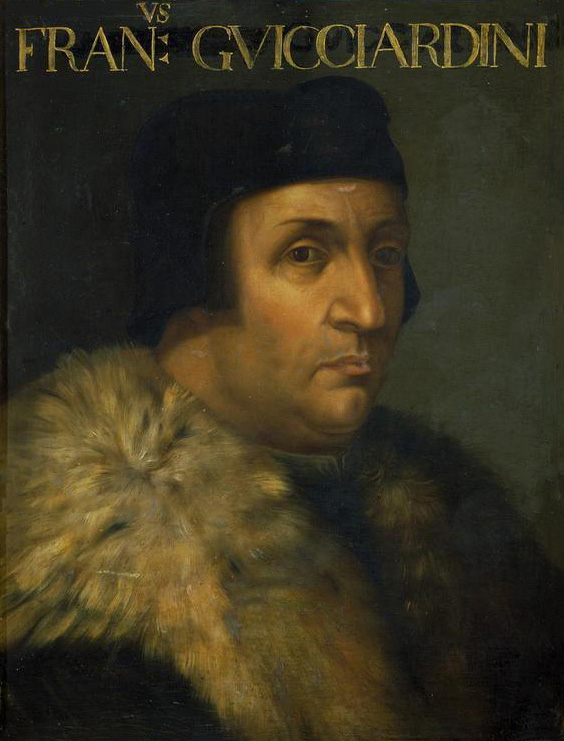
Retrato hecho por Cristofano dell'Altissimo en la Galería Uffizi.

Francesco Guicciardini (Florencia, 6 de marzo de 1483-Arcetri, 22 de mayo de 1540) fue un escritor, historiador, político y filósofo florentino. Es uno de los principales intelectuales del Renacimiento italiano.

## Biografía
Francesco Guicciardini nació en Florencia el 6 de marzo de 1483, tercer hijo de Piero di Jacopo Guicciardini y Simona Gianfigliazzi. Pertenecía a una de las familias más importantes de la ciudad y de las más fieles al gobierno mediceo. En Florencia estudió jurisprudencia, siguiendo las clases del célebre Francesco Pepi. A partir del año 1500 residió en Ferrara durante cerca de dos años, para trasladarse después a Padua para seguir las lecciones de profesores de mayor importancia. Volvió a Florencia en 1505, donde se hizo cargo, a pesar de no haberse todavía licenciado, de instituciones de derecho civil; en noviembre del mismo año obtuvo el doctorado en ius civile e inició su carrera forense.
En 1506 concluyó su actividad académica; mientras tanto, en noviembre de 1508, contrajo matrimonio, contra la voluntad paterna, con Maria Salviati, perteneciente a una familia políticamente expuesta y abiertamente contraria a Pier Soderini, por aquel entonces gonfaloniere vitalicio de Florencia. Sin embargo, Guicciardini se ocupó poco de dichas rivalidades, en cuanto su principal interés consistía en ejercer en un futuro algún cargo político, en consideración sobre todo del prestigio del que gozaba la familia de su mujer, lo que podría serle positivo en sus ambiciones.
De hecho, este matrimonio supuso para él un trampolín, garantizándole un ascenso político brillante y rápido: con ayuda del suegro fue incorporado a los capitanes del Spedale del Ceppo, un cargo no muy significativo en sí mismo, pero prestigioso en cuanto a los miembros distinguidos con tal honor. En 1508 llevó la instrucción contra el podestà Piero Ludovico da Fano, iniciando a la vez la redacción de las Storie fiorentine (Historias florentinas) y de las Ricordanze (Remembranzas). En 1509, en ocasión de la guerra contra Pisa, fue llamado al servicio de la signoria, obteniendo, gracias a la ayuda de Salviati, la abogacía del capítulo de Santa Liberata. Estos progresos impulsaron a Guicciardini también a un rápido ascenso político a nivel internacional, recibiendo el cargo de embajador en España. A raíz de esta experiencia suya como embajador nació su Relazione di Spagna (Relaciones de España), un lúcido análisis de las condiciones sociopolíticas de la península ibérica.
En 1513 volvió a Florencia, donde desde hacía alrededor de un año había sido reinstaurada la signoria medicea con el apoyo del ejército hispano-pontificio. Desde 1514 formó parte de los Otto di Balia y en 1515 entró a formar parte de la signoria misma, siendo nombrado, gracias a sus servicios prestados a los Medici, abogado consistorial y gobernador de Módena en 1516, con la subida al trono pontificio de Giovanni de' Medici, con el nombre de León X. Su papel protagonista en la política romana se vio reforzado notablemente en 1517, con el nombramiento a gobernador de Reggio Emilia y de Parma, justo en el delicado momento del conflicto franco-imperial. En 1521 fue hecho comisario general del ejército pontificio, aliado de Carlos V contra los franceses; en este periodo maduró el cúmulo de experiencias que resultaría crucial en la redacción de sus Ricordi politici e civili (Recuerdos políticos y civiles) y de la Storia d'Italia (Historia de Italia).
A la muerte de León X, acaecida en 1522, Guicciardini se encontró teniendo que responder al asedio de Parma, argumento que trató en su Relazione della difesa di Parma (Relación de la defensa de Parma). Tras la investidura papal de Giulio de' Medici, con el nombre de Clemente VII, fue enviado a gobernar la Romagna, una tierra agitada por las luchas entre las familias más potentes; aquí daría Guicciardini rienda suelta a sus notables habilidades diplomáticas.
Para responder a la omnipotencia de Carlos V, impulsó una alianza entre los estados regionales en que estaba dividida entonces Italia, en un intento de salvaguardar en cierto modo la independencia de la península. El acuerdo fue suscrito en Cognac en 1526, pero se demostró bien pronto fallido; en 1527 la Liga sufrió una dolorosa derrota de Roma siendo la ciudad saqueada por Lansquenetes, mientras en Florencia era instaurada (por tercera y última vez) la república. Envuelto en estas vicisitudes y visto con poca confianza por los republicanos por sus devaneos con los Medici, se retiró voluntariamente a su villa de Finocchieto, cerca de Florencia. Aquí compuso dos oraciones, la Oratio accusatoria y la defensoría, y una epístola Consolatoria, que sigue el modelo de la oratio ficta, y en la cual expuso las acusaciones imputables a su conducta con las correspondientes refutaciones, y fingía recibir consolación de un amigo. También entonces escribió las Considerazioni intorno ai «Discorsi» del Machiavelli «sopra la prima deca di Tito Livio» (Consideraciones acerca de los «Discursos» de Maquiavelo «sobre la primera deca de Tito Livio»), en las que mantuvo polémica con la visión pesimista de su ilustre conciudadano.
Tras la confisca de sus bienes, en 1529 dejó Florencia para volver al servicio de Clemente VII, que le ofreció el puesto de diplomático en Bolonia. A la vuelta de los Medici en Florencia (1531), fue acogido en la corte medicea come consejero del duque Alejandro; sin embargo, no fue tenido en tan alta estima por el sucesor de Alejandro, Cosme I, que le marginó. Guicciardini entonces se retiró a su villa de Arcetri, donde transcurrió sus últimos años dedicándose a la literatura: reordenó los aforismos de sus Recuerdos políticos y civiles, reunió sus Ricordi politici (Recuerdos políticos) y, sobre todo, redactó su famosa Storia d'Italia. Murió en Arcetri en 1540, alrededor de dos años después de haberse retirado definitivamente de la vida pública.

## Pensamiento político

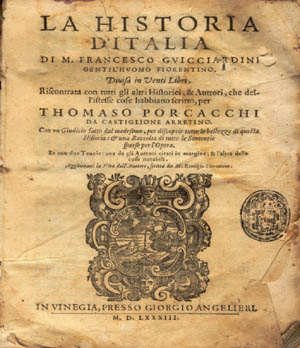
Portada de una edición antigua de la Storia d'Italia.

Guicciardini es conocido sobre todo por su Historia de Italia, vasto y detallado fresco de los acontecimientos italianos entre 1494 y 1532 y obra maestra de la historiografía de la primera época moderna y de la historiografía científica en general. Como tal, es un monumento a la clase intelectual italiana del siglo XVI, y más específicamente a la escuela florentina de historiadores filósofos (o políticos) de la cual formaron parte también Niccolò Machiavelli, Segni, Pitti, Nardi, Varchi, Francesco Vettori y Donato Giannotti.
La obra desenmaraña la retorcida red de la política de los estados italianos del Renacimiento con paciencia e intuición. El autor se sitúa voluntariamente como espectador imparcial y como crítico frío y curioso, alcanzando resultados excelentes como analista y pensador (si bien resulta más débil su comprensión de las fuerzas en juego en el vasto escenario europeo).
Niccolò Machiavelli sostenía que la presencia de la Iglesia, con el mal ejemplo de los curas, había vuelto a los italianos más pecadores de lo que habrían sido por sí mismos, y que había impedido la unión de los estados italianos en un único estado nacional, puesto que nunca había sido ni tan débil como para ser completamente subyugada ni tan fuerte como para tomar ella misma la iniciativa de unión italiana, capaz de oponerse a las invasiones extranjeras.
Sobre esto Guicciardini está de acuerdo, pero no considera que ello haya sido necesariamente un mal para Italia. De haber habido, de hecho, un estado unitario, «una ciudad habría prevalecido sobre las demás» y no habría sido posible el espléndido florecimiento de centros de arte y cultura que estaba teniendo lugar en el Renacimiento. Además, se pregunta, ¿cuándo ha habido nunca en la historia de Italia un dominio único sobre la península, salvo el romano, que mantuvo unida Italia, sí, pero con la fuerza de sus legiones? Por otra parte, subyace en el espíritu natural del italiano la inclinación a atender sus propios asuntos; por tanto, podrían (y deberían) conservarse las características de las distintas sociedades italianas, solo bajo un estado federal.
En Guicciardini se vislumbra, en consecuencia, un realismo político que falta a Machiavelli, el cual sigue el proyecto de un estado centralizado italiano mirando a las grandes monarquías nacionales europeas, y sin considerar que estas se habían constituido por la fuerza de una burguesía emprendedora y abierta, mientras que en Italia sobrevivía una burguesía mezquina municipal incapaz de mirar más allá de los estrechos límites de la ciudad o región. Para el pueblo, además, para la gran mayoría campesina, bastaba el motto «O Franza o Spagna, purché se mangia», («[Da igual] Francia o España, mientras se coma»).

## Influencia
Se considera comúnmente a Guicciardini como el padre de la historiografía moderna, por su empleo pionero de documentos oficiales con el fin de verificar los contenidos de su leída Historia de Italia.
Hasta 1857 la reputación de Guicciardini se basó en la Historia de Italia y algunos extractos de los aforismos recogidos en sus Ricordanze. En 1857 sus descendientes, los condes Piero y Luigi Guicciardini, abrieron los archivos familiares y encargaron a Giuseppe Canestrini publicar, en 10 volúmenes, sus memorias. Entre estas Opere inedite se encontraban íntegros, por primera vez tras más de tres siglos desde su concepción, los Ricordi politici e civili, colección de escritos polémicos por su denuncia de la corrupción que imperaba en el clero, la curia romana y el papado del Cinquecento (se refiere a ellos como «una agrupación de malvados») y por su crítica a los teólogos y milagreros de su tiempo; dos años después, en 1859, la Iglesia incluirá esta obra en el Index Librorum Prohibitorum, como ya hiciera a principios del siglo XVII con otras del mismo autor, entre ellas la ya mencionada Historia de Italia.
Entre 1938 y 1972 se publicó su Correspondencia, que contribuyó de modo determinante a un conocimiento minucioso de su personalidad.

### Valoración de Francesco De Sanctis
Francesco De Sanctis no simpatizó con Guicciardini, y de hecho el crítico romántico no escondió su preferencia por Maquiavelo. En su historia de la literatura italiana, el crítico de Avellino evidenció cómo Guicciardini estaba en línea con las aspiraciones de Maquiavelo, pero, si bien aquel actuó en consecuencia con sus ideales, este último en cambio «no habría movido un dedo para realizarlos» (en palabras del propio De Sanctis).
Durante el Romanticismo, la falta de pasión hacia el objeto de estudio en una obra era vista como un grave defecto, respecto tanto al lector como hacia el arte literario. A esto hay que añadir que Guicciardini es mejor analista y pensador que escritor. Su estilo es, de hecho, prolijo y preciso, pero al precio de demasiados circunloquios y de la pérdida del sentido general de la narración. «Cualquier tema que toque, yacerá como un cadáver sobre la mesa de autopsias» («Qualsiasi oggetto egli tocchi, giace già cadavere sul tavolo delle autopsie»).

## Obras
- Storie fiorentine (primera parte de Historia de Florencia; entre 1508 y 1509, pero inédita hasta 1859)
- Diario di Spagna (1512)
- Discorso di Logrogno (1512)
- Relaciones de España (Relazione di Spagna) (1514)
- Consolatoria (1527)
- Oratio accusatoria (1527)
- Oratio defensoria (1527)
- Del reggimento di Firenze o Dialogo e discorsi del reggimento di Firenze (1527)
- Considerazioni sui Discorsi del Machiavelli sopra la prima deca di Tito Livio (1528 o posiblemente 1530)
- Ricordi politici e civili (1512–1530, pero inéditos hasta 1857)
- Le cose fiorentine (segunda parte de Historia de Florencia; 1528–1531)
- Storia d'Italia (1537–1540)